# Chiopris-Viscone
Chiopris-Viscone är en ort och kommun i regionen Friuli-Venezia Giulia i Italien och tillhörde tidigare även provinsen Udine som upphörde 2018. Kommunen hade 644 invånare (2018).